# Artère thoracique interne

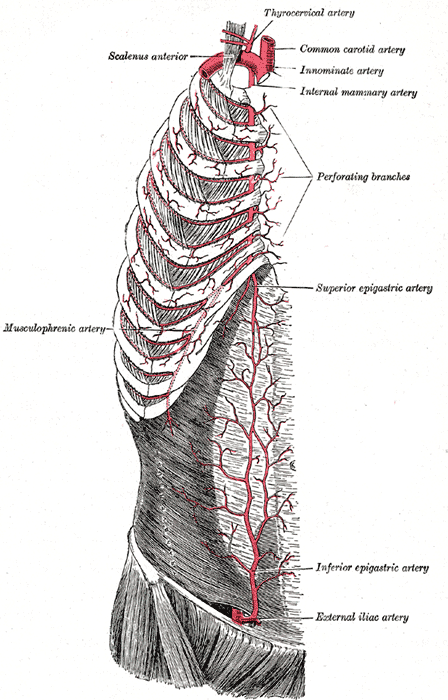
Trajet de l'artère thoracique interne droite.

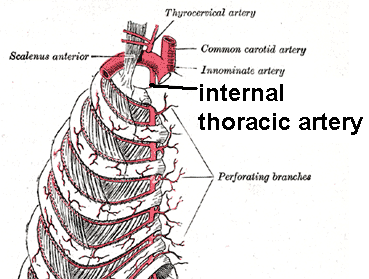
Détail de l'origine de l'artère thoracique interne droite.

Pour les articles homonymes, voir Artère thoracique et IMA.
L'artère thoracique interne (ou artère mammaire interne, ce dernier terme étant préférentiellement utilisé en chirurgie cardiaque ; en anglais, internal mammary artery ou IMA) est une collatérale de l'artère subclavière et donne l'artère épigastrique supérieure ainsi que l'artère musculophrénique. Elles sont au nombre de deux : l'artère mammaire interne droite et l'artère mammaire interne gauche.
Chez l'être humain normal, leur utilité est limitée : ces artères peuvent être sectionnées sans provoquer d'ischémie dans un territoire. Ceci explique leur utilisation sans problème dans les interventions de pontages coronariens.
L'artère thoracique interne donne les artères intercostales antérieures de 1 à 6.
Les artères intercostales antérieures de 7 à 9 proviennent des artères musculo-phréniques.

## Utilisation en chirurgie cardiaque
L'artère mammaire interne sert dans les pontages coronariens,  où, après dissection sur sa longueur, elle est anastomosée avec une ou plusieurs artères coronaires. Elle peut être également utilisée en greffon libre, son origine étant sectionnée et anastomosée sur une autre artère, par exemple : l'artère mammaire interne droite sur l'artère mammaire interne gauche. Les deux artères mammaires internes peuvent être ainsi utilisées, mais avec un risque infectieux sur la cicatrice plus important. 
Leur emploi est une alternative à celle des veines saphènes. Les pontages par la mammaire sont cependant plus durables, entraînant une survie supérieure et doivent être utilisées préférentiellement. De même, l'utilisation des deux mammaires semblent avoir un avantage par rapport à celle d'une mammaire et de greffons saphènes, même s'il existe un risque légèrement supérieur de problèmes infectieux, surtout chez le diabétique.
En pratique, entre 2002 et 2005, plus de 90 % des pontages coronariens aux États-Unis emploient une artère mammaire et 4 % les deux mammaires.

## Utilisation en chirurgie plastique
En chirurgie reconstructrice du sein, notamment après mastectomie totale dans le cadre d'un cancer du sein, une des nombreuses techniques existantes consiste à prélever un lambeau cutanéo-graisseux au niveau abdominal en emportant une artère perforante profonde venant de l'artère épigastrique inférieure (deep inferior epigastric perforator, ou DIEP), pour sa vascularisation. 
Le lambeau de type DIEP est ensuite transposé au niveau thoracique en anastomosant le plus souvent la perforante épigastrique à l'artère thoracique interne, permettant la revascularisation et la survie à long terme du tissu transposé. 